# Cephalodella irisae
Cephalodella irisae är en hjuldjursart som beskrevs av Koste, Janetzky och Vareschi 1993. Cephalodella irisae ingår i släktet Cephalodella och familjen Notommatidae. Inga underarter finns listade i Catalogue of Life.